# Самоа на літніх Олімпійських іграх 2016
Самоа на літніх Олімпійських ігор 2016 була представлена 8 спортсменами у 5 видах спорту. Жодної медалі олімпійці Самоа не завоювали.

## Спортсмени
| Дисципліна                      | Чоловіки | Жінки | Разом |
| ------------------------------- | -------- | ----- | ----- |
| Легка атлетика                  | 2        | 0     | 2     |
| Веслування на байдарках і каное | 0        | 1     | 1     |
| Дзюдо                           | 1        | 0     | 1     |
| Плавання                        | 1        | 1     | 2     |
| Важка атлетика                  | 1        | 1     | 2     |
| Разом                           | 5        | 3     | 8     |

## Легка атлетика
Легенда
- Note – для трекових дисциплін місце вказане лише для забігу, в якому взяв участь спортсмен
- Q = пройшов у наступне коло напряму
- q = пройшов у наступне коло за добором (для трекових дисциплін - найшвидші часи серед тих, хто не пройшов напряму; для технічних дисциплін - увійшов до визначеної кількості фіналістів за місцем якщо напряму пройшло менше спортсменів, ніж визначена кількість)
- NR = Національний рекорд
- N/A = Коло відсутнє у цій дисципліні
- Bye = спортсменові не потрібно змагатися у цьому колі
- NM = жодної успішної спроби

Трекові і шосейні дисципліни
| Спортсмен      | Дисципліна                   | Попередній забіг | Попередній забіг | Півфінал        | Півфінал        | Фінал           | Фінал           |
| Спортсмен      | Дисципліна                   | Результат        | Місце            | Результат       | Місце           | Результат       | Місце           |
| -------------- | ---------------------------- | ---------------- | ---------------- | --------------- | --------------- | --------------- | --------------- |
| Джеремі Додсон | біг на 200 метрів (чоловіки) | 20.51            | 5                | Завершив виступ | Завершив виступ | Завершив виступ | Завершив виступ |

Технічні дисципліни
| Спортсмен  | Дисципліна               | Кваліфікація       | Кваліфікація | Фінал              | Фінал           |
| Спортсмен  | Дисципліна               | Результат у метрах | Місце        | Результат у метрах | Місце           |
| ---------- | ------------------------ | ------------------ | ------------ | ------------------ | --------------- |
| Алекс Роуз | метання диска (чоловіки) | 57.24              | 29           | Завершив виступ    | Завершив виступ |

## Веслування на байдарках і каное

### Спринт
| Спортсмен | Дисципліна         | Заїзди   | Заїзди | Півфінали        | Півфінали        | Фінал            | Фінал            |
| Спортсмен | Дисципліна         | Час      | Місце  | Час              | Місце            | Час              | Місце            |
| --------- | ------------------ | -------- | ------ | ---------------- | ---------------- | ---------------- | ---------------- |
| Енн Кернс | Б-1, 200 м (жінки) | 43.652   | 7      | Завершила виступ | Завершила виступ | Завершила виступ | Завершила виступ |
| Енн Кернс | Б-1, 500 м (жінки) | 2:01.885 | 7      | Завершила виступ | Завершила виступ | Завершила виступ | Завершила виступ |

Пояснення до кваліфікації: FA = Кваліфікувались до фіналу A (за медалі); FB = Кваліфікувались до фіналу B (не за медалі)

## Дзюдо
| Спортсмен | Категорія               | 1/16 фіналу              | 1/8 фіналу         | Чвертьфінали       | Півфінали          | Втішний поєдинок   | Фінал / БМ         | Фінал / БМ      |
| Спортсмен | Категорія               | Суперник Результат       | Суперник Результат | Суперник Результат | Суперник Результат | Суперник Результат | Суперник Результат | Місце           |
| --------- | ----------------------- | ------------------------ | ------------------ | ------------------ | ------------------ | ------------------ | ------------------ | --------------- |
| Дерек Суа | понад 100 кг (чоловіки) | Тангрієв (UZB) L 000–100 | Завершив виступ    | Завершив виступ    | Завершив виступ    | Завершив виступ    | Завершив виступ    | Завершив виступ |

## Плавання
| Спортсмен      | Дисципліна                           | Попередній заплив | Попередній заплив | Півфінал         | Півфінал         | Фінал            | Фінал            |
| Спортсмен      | Дисципліна                           | Час               | Місце             | Час              | Місце            | Час              | Місце            |
| -------------- | ------------------------------------ | ----------------- | ----------------- | ---------------- | ---------------- | ---------------- | ---------------- |
| Брендон Шустер | 200 метрів вільним стилем (чоловіки) | 1:57:72           | 46                | Завершив виступ  | Завершив виступ  | Завершив виступ  | Завершив виступ  |
| Евеліна Афоа   | 100 метрів на спині (жінки)          | 1:08.74           | 32                | Завершила виступ | Завершила виступ | Завершила виступ | Завершила виступ |

## Важка атлетика
| Спортсмен     | Категорія           | Ривок     | Ривок | Поштовх   | Поштовх | Загалом | Місце |
| Спортсмен     | Категорія           | Результат | Місце | Результат | Місце   | Загалом | Місце |
| ------------- | ------------------- | --------- | ----- | --------- | ------- | ------- | ----- |
| Вайпава Іоане | до 62 кг (чоловіки) | 120       | =10   | 161       | =6      | 281     | 8     |
| Марі Опелоге  | до 75 кг (жінки)    | 100       | 9     | 118       | 11      | 218     | 11    |